# 尚羅克 (佛羅里達州)
尚羅克（英語：Shamrock）是位於美國佛羅里達州迪克西縣的一個非建制地區。該地的面積和人口皆未知。

## 地理
尚羅克的座標為29°38′36″N 83°08′41″W / 29.64333°N 83.14472°W，而該地的平均海拔高度為12米（即39英尺）。